# Bruce Lee: A Warrior's Journey
Bruce Lee: A Warrior's Journey (em chinês:  李小龍：勇士的旅程) é um documentário sobre o artista marcial Bruce Lee e o Jeet Kune Do. Foi lançado em VHS e DVD pela Warner Home Video. O documentário inclui imagens raras do filme incompleto de Bruce Lee "The Game of Death (trama original)" do Concord Production Inc., e foi lançado em inglês e cantonês. A maior parte da filmagem, que foi filmado era para ser a peça central do filme.

## Elenco
- Bruce Lee
- Kareem Abdul-Jabbar
- Dan Inosanto
- Ji Han-jae
- John Little
- Linda Lee Cadwell
- Taky Kimura
- George Lazenby